# 楤木雙尾蚜
楤木雙尾蚜（学名：Cavariella araliae）为常蚜科雙尾蚜屬下的一个种。